# Dermatotoxisch
Ein chemischer Stoff ist dermatotoxisch (von altgriechisch δέρμα derma, deutsch ‚Haut‘ und τοξικότητα toxikón, deutsch ‚Giftigkeit‘), wenn er schädigend auf die Haut einwirkt. Dies kann sich durch Entfettung der Haut, Hautreizung, Irritationen und Ekzeme äußern, im Fall eines dermatonekrotischen Stoffes durch absterbendes Gewebe. Verschiedene Lösungsmittel können hautschädigend wirken, beispielsweise Aceton oder Essigsäure.